# Laura en Vereeniging

Historische Concessiegebieden van Laura en Vereeniging

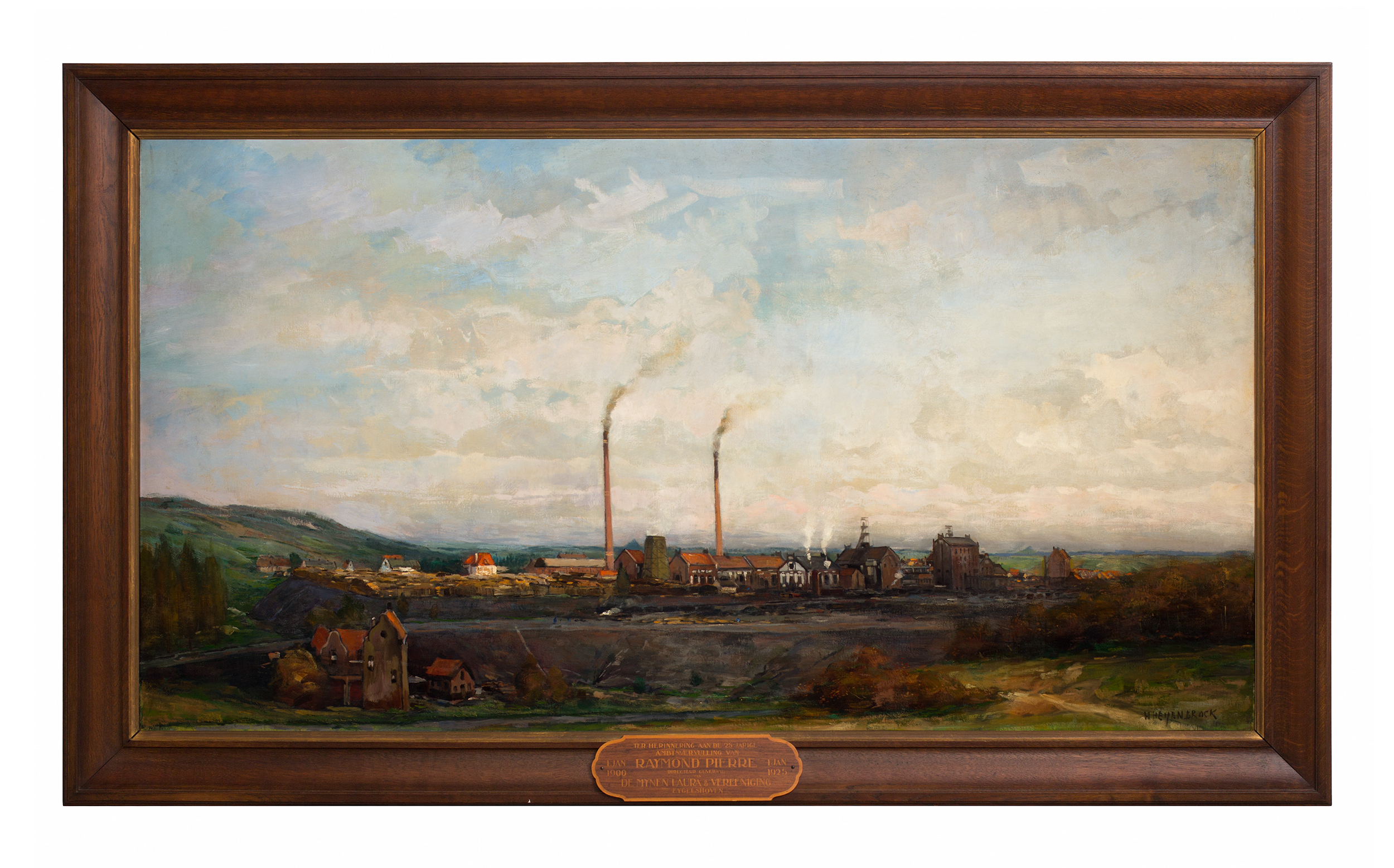
De mijn Laura geschilderd door Herman Heijenbrock in 1925 of eerder

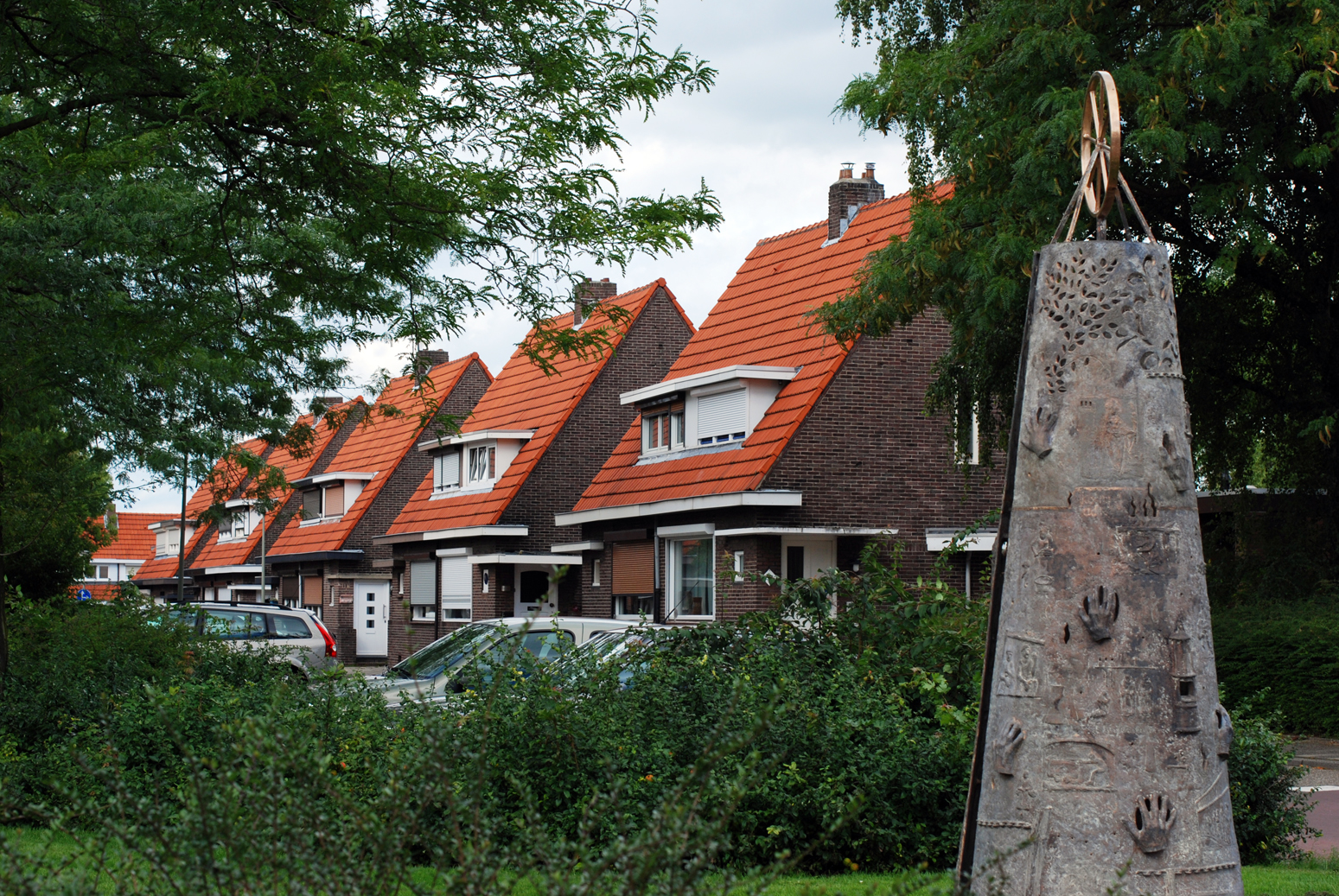
De mijnwerkerswijk Lauradorp

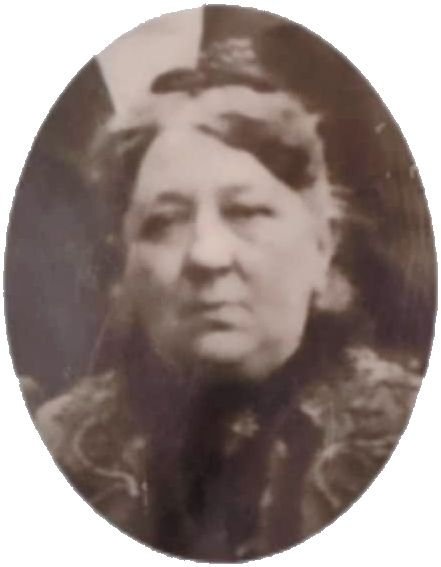
Laura Wackers-Schümmer, naamgeefster van de mijn Laura

Laura en Vereeniging is de exploitant van de twee voormalige particuliere steenkoolmijnen Laura en Julia in Eygelshoven, Limburg, waar steenkool werd ontgonnen in het Zuid-Limburgs steenkoolbekken.
In 1876 verkregen de molenaar Anton Wackers uit Herzogenrath en zijn zwager Gustav Schümmer een concessie tot ontginning van steenkool. Deze concessie met een oppervlakte van 457 ha, was gelegen onder Kerkrade en de toenmalige gemeenten Nieuwenhagen en Eygelshoven. De concessie kreeg de naam Laura, genoemd naar de echtgenote van Wackers (de zuster van Schümmer). Het jaar daarop, in 1877, werd aan de Vereinigungsgesellschaft für Steinkohlenbau im Wurmrevier te Kohlscheid concessie verleend tot ontginning van het mijnveld Vereeniging. Deze concessie was 454 ha groot, en lag ten noorden van de Lauraconcessie. Beide concessies werden in 1887 aangekocht door de Eschweiler Bergwerks-Verein (EBV) voor f 23.529,40 en samengevoegd onder de naam Laura & Vereeniging.
In 1899 werd in Brussel de werkmaatschappij Société des Charbonnages Réunis Laura & Vereeniging S.A. opgericht door de Belgische oud-generaal Albert Thys en werden aandelen uitgegeven die het benodigde startkapitaal leverden voor de aanleg van een mijn. Grootste aandeelhouders waren de Banque d'Outremer van Thys, de EBV, de Vereinigungsgesellschaft en de Amsterdamsche Bank. Tot eerste directeur van de Maatschappij werd de in Maastricht geboren ingenieur Raymond Pierre benoemd.
In 1899 begon men met de aanleg van de mijn Laura, de productie werd gestart in 1905. De mijn produceerde tussen 1905 en 1968 in totaal 31.885.000 ton antraciet. De Laura was gelegen westelijk van de Feldbissbreuk. Deze geologische breuk liep midden door de concessie, aan de andere kant van de breuk komen ook rijke kolenlagen voor, maar die konden vanaf de Laura niet ontgonnen worden. In die tijd was men niet in staat om deze sterk waterhoudende storing te doorbreken. Er werd daarom besloten tot de aanleg van een nieuwe zelfstandige mijnzetel ten oosten van de Feldbiss. Om een rendabele exploitatie mogelijk te maken, werd van de Staatsmijnen een deel van het aangrenzende mijnveld Eendracht aangekocht. Door dit nieuwe veld, werd een verdere uitbreiding van de concessie met 299 ha naar het noorden verkregen.

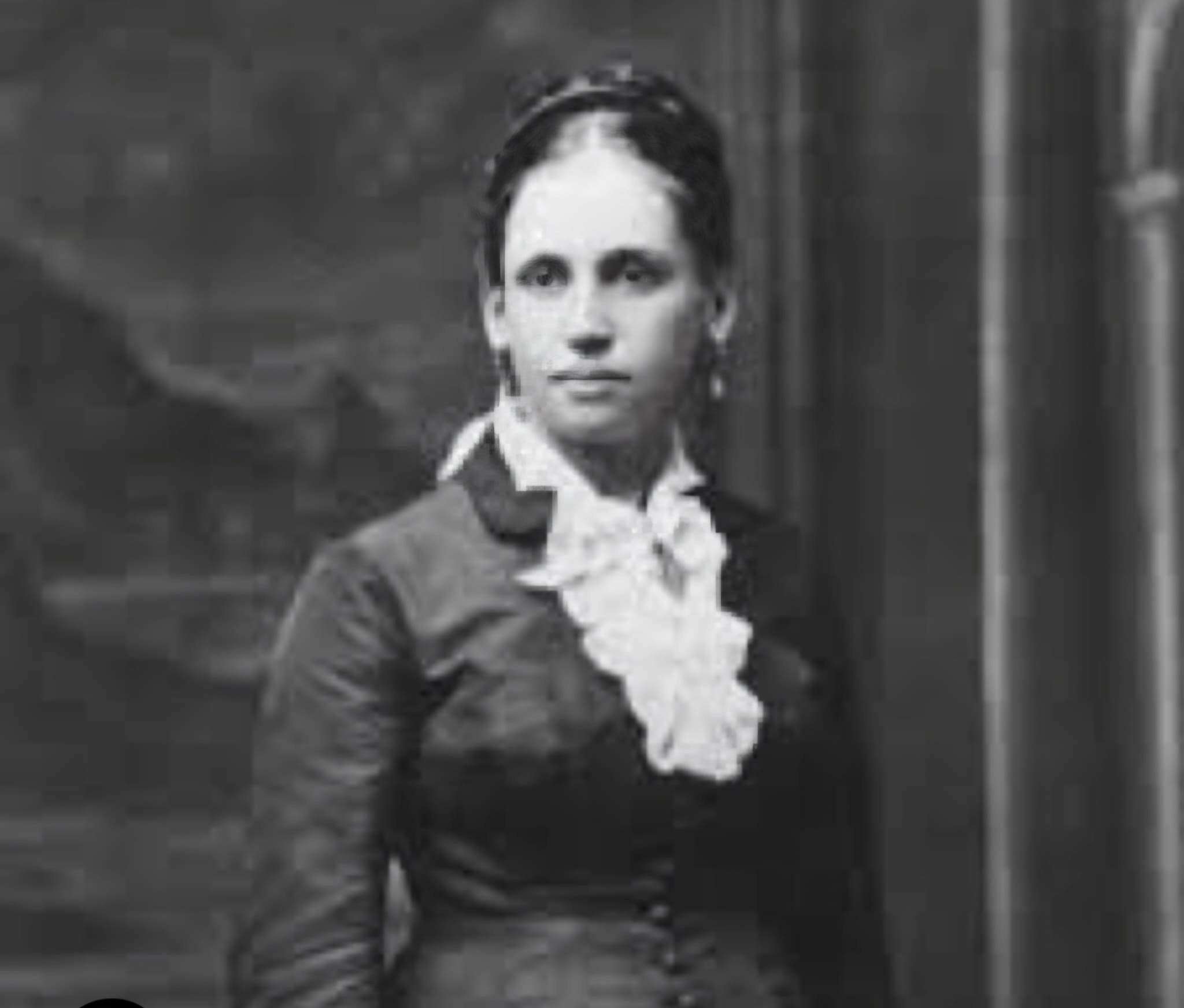
Julie Mottin was de echtgenote van Albert Thys. Aan haar ontleent de mijn Julia haar naam.

De nieuwe mijn kreeg de naam Julia, naar de echtgenote van Albert Thys, de oprichter van L&V. In 1921 begon de aanleg, in 1926 was de mijn operationeel. De gewonnen steenkool bestond uit mager- en esskolen. De totale productie tussen 1926 en 1974 bedroeg 31.963.000 ton. In 1952 werd de concessie van de Julia oostelijk uitgebreid met een mijnveld van 264 ha. Dit veld, dat de naam kreeg 'Vorwarts Erweiterung', bevindt zich onder Duitse bodem in een gebied dat onder concessie stond van de EBV.
Door gebruikmaking van nieuwe technieken, en door onder meer het aftappen van grote hoeveelheden water, lukte het respectievelijk in 1941, 1959 en 1968 de Feldbiss-storing alsnog te doorbreken en werden de mijnen Laura en Julia door middel van drie steengangen ondergronds met elkaar verbonden.
Vanaf 1967 begon men met de concentratie van de Laura en Julia. De mijnzetel Laura werd buiten bedrijf gesteld, in 1970 werd begonnen met de sloop. Het ondergrondse mijnveld van de Laura werd vanaf 1968 ontgonnen vanuit de mijn Julia. In 1974 zijn in het oostelijkste ontginningsveld de laatste kolen gedolven. Op 20 december 1974 werd de Julia gesloten. Evenals de andere kolenmijnen in Limburg, ging ook deze voorgoed dicht. Door de vondst van  aardgas in Nederland, en de sterk afgenomen vraag vanuit het buitenland, was de winning van steenkool te duur geworden.

## Na de mijnsluitingen
In de mijnnota van 14 december 1964, waarin de eerste mijnsluitingen werden aangekondigd, stelde de regering een steunregeling voor, waarbij de regering eventuele verliezen van de mijnen zouden dekken, mits daar behoud van werkgelegenheid tegenover stond. De investering in werkgelegenheid mocht ook in andere industriële takken in Nederland, en bij voorbeur in Zuid-Limburg, liggen.

### Laura-Anker
Een van de investeringen was in de productie van lichte motoren: Na het faillissement van motorenfabriek Pluvier in Rotterdam, kocht Anker, een groothandel in Kolen en een grote afnemer van Laura, deze motorenfabriek, inclusief 200 man personeel, op. Twee jaar later, in 1964, nam Laura een aandeel van 75% in deze motorenfabriek, waarmee Anker-Laura ontstond. Ook werd een aandeel genomen in de Brusselse gieterij  S.A. Usines et Fonderies Nestor Martin ((fr) Nestor Martin). Anker-Laura had inmiddels 267 man personeel. Na korte tijd werd het bedrijf verplaatst naar Eygelshoven. Enkele motoren van deze fabriek waren een groot verkoopsucces, maar nieuwere modellen vanaf 1970 waren minder succesvol, omdat de beoogde kopers, waaronder Tomos, de productie zelf ter hand namen. Een contract met BSA liep uit tot veel lager dan geschatte verkopen. Ook bleken de nieuwe motoren veel gebreken te ontwikkelen.
Hierna werd een aandeel genomen in fietsfabriek Batavus, om zo samen de "bromfiets van de toekomst" ofwel Model XY te ontwerpen, maar dat project werd stilgelegd, en ook samenwerking met Solex liep vast.
In 1978 werden 82 van de 107 personeelsleden van Laura-Anker motoren ontslagen, de rest hielp nog 2 jaar bij reparatie van de eerder geproduceerdemotoren. Op 1 juli 1981 werd N.V. Laura Motoren ontbonden en verkocht aan KIA. Het aandeel in Nestor Martin werd in 1977 overgenomen door Electrolux.

### Pacton
Een verder aandeel nam Laura & Vereeniging in 1971 in aanhangwagenfabricant Pacton, met vestigingen in Ommen, Utrecht, Nieuwerkerk en Rotterdam. Na overname werden de laatste drie vestigingen gesloten en de productie in Ommen geconcentreerd. In 1979 kwam het bedrijf in zwaar weer terecht en werd faillissement aangevraagd. De totale verliezen bedroegen ƒ39,5 miljoen, bijna de helft van de totale investeringen in nieuwe bedrijfsactiviteiten tussen 1966 en 1980, terwijl het niets had bijgedragen aan werkgelegenheid in Zuid-Limburg.

### Laura Staalcenter
Het in 1937 in Spekholzerheide opgerichte IJzerwerk Hollander kocht schroot van mijngebieden in Nederland, Duitsland en België op en verkocht dit door aan de Koninklijke Hoogovens. Na de sluiting van de mijnen kreeg het bedrijf moeilijk. Laura & Vereeniging en de Hoogovens hebben het bedrijf in 1968 opgekocht en hernoemd in Laura Metaal N.V., later B.V. Het wordt ook leveranciers van plaatstaal en daaruit vervaardigde producten. In 1973 is het bedrijf verhuisd naar Eygelshoven, in 1978 is een vestiging in Maastricht geopend, en in 1994 wordt Staalcenter Roermond overgenomen. In 1995 wordt de naam van de Maastrichtse vestiging hernoemd in Laura Staalcenter Maastricht, die van Eygelshoven in Laura Metaal Eygelshoven. Laura Staalcenter Maastricht opent datzelfde jaar een vestiging in Beverwijk, waar restmateriaal van de Hoogovens opgeslagen wordt. In 2003 wordt de vestiging in Roermond gesloten en samengevoegd met Laura Metaal Eygelshoven. Deze vestiging sluit in 2020.

### Oorzaken en Nasleep
De oorzaken van de verliezen bij de nieuwe bedrijfsonderdelen zoals Pacton en Laura-Anker weet scheidend directeur Trommelen van Laura & Vereeniging in 1986 aan het verschil in bedrijfsstructuur. Laura was een grondstoffenproductiebedrijf dat leverde aan enkele groothandels, en had geen enkele ervaring in marketing en verkoop, noch in het opzetten van nieuwe bedrijven. Bij het overnemen werd vooral gekeken naar de technische kwaliteiten van een potentiële overnamekandidaat, en of het werkgelegenheid zou opleveren, maar minder naar de bedrijfskundige kant.
Tijdens een lezing op 18 maart 1978 vroeg Joop den Uyl wat de particuliere mijnen gedaan hadden met de 1 miljard gulden ontvangen steun. Tweede Kamerlid en Kerkradenaar Thijs Wöltgens stuurde aan op een Parlementaire enquête naar de activiteiten van de particuliere mijnen rond en na de sluiting, waarbij leek dat veel van deze bedrijven aan mismanagement, waaronder vooral het gebrek aan gevoel met afnemers en de markt, ten onder zijn gegaan.